# Desmodium cuneatum
Desmodium cuneatum är en ärtväxtart som beskrevs av William Jackson Hooker och George Arnott Walker Arnott. Desmodium cuneatum ingår i släktet Desmodium och familjen ärtväxter. Inga underarter finns listade i Catalogue of Life.